# بريغيه اتلانتيك
بريغيه اتلانتيك (بالإنجليزية: Breguet Atlantic)‏ هي طائرة دورية أنتجت في 1961 بفرنسا. من صناعة بريغيه للطيران. تستخدم بشكل أساسي من قبل البحرية الفرنسية. كان أول طيران لها في 21 أكتوبر 1961. دخلت الخدمة في 1965، ومازالت في الخدمة حتى الآن. صنع منها 87 طائرة، وسعر الطائرة الواحدة منها هو>35 مليون دولار.

## المستخدمون
- البحرية الفرنسية
- البحرية الألمانية
- القوة الجوية الإيطالية